# Smrk sivý
Smrk sivý (Picea glauca) je druh smrku, původem ze Severní Ameriky.

## Popis

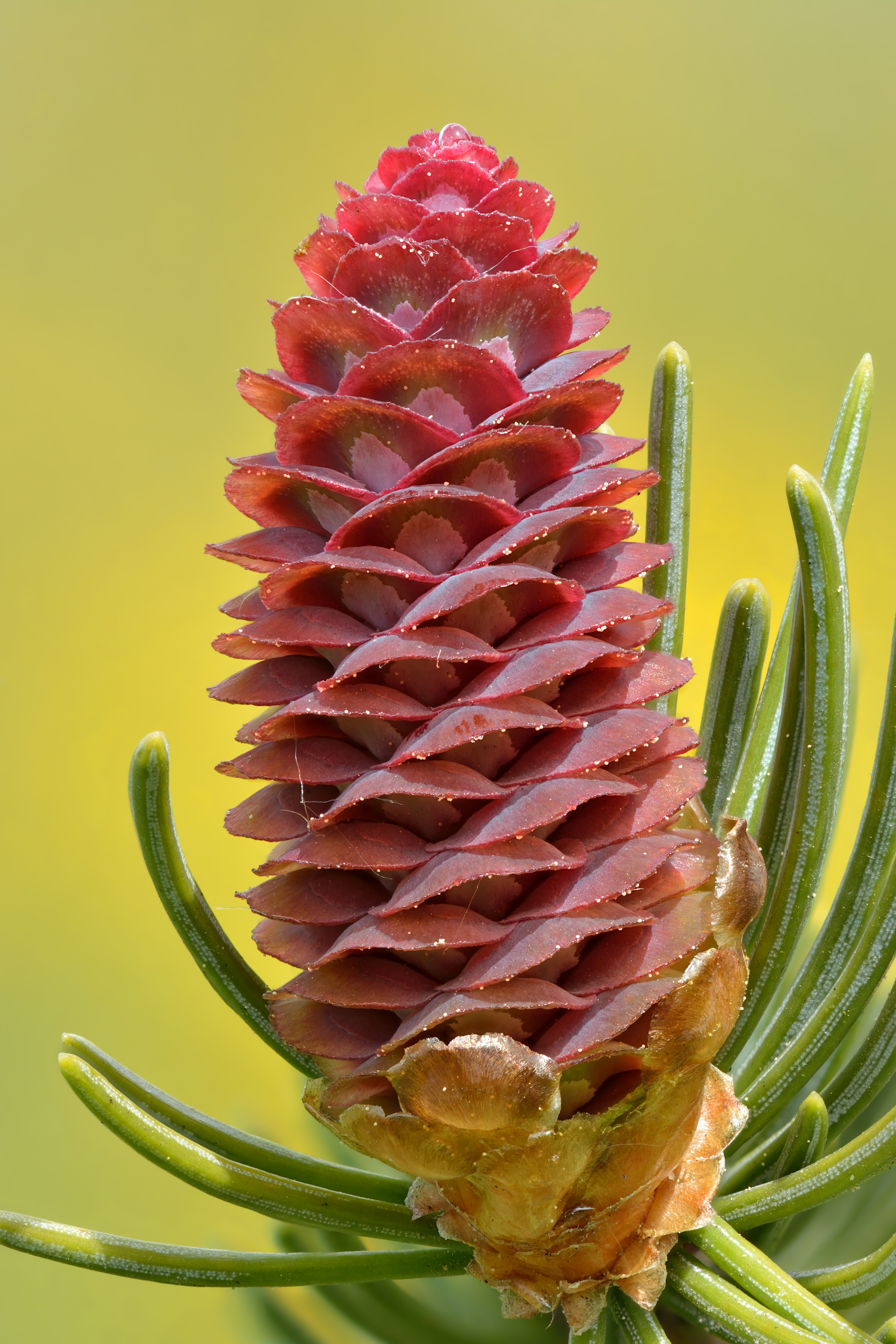
Šiška

Jedná se o vždyzelený středně velký strom vysoký od 15 do 30 metrů, výjimečně až 40 metrů. Kmen má průměr až 1 metr. Kůra je tenká a šupinatá. Koruna ve tvaru úzkého kuželu u mladých stromů se stává cylindrickou u starších. Ve středoevropských podmínkách dorůstá podstatně menších rozměrů, rovněž na severní hranici areálu dosahuje pouze keřovitých forem.
Jehlice mají délku mezi 12 - 20 mm, jsou mírně zahnuté, stříbřitě ojíněné a tupé, nepichlavé. Válcovité, štíhlé šišky jsou světle hnědé, tuhé, 3 - 7 cm dlouhé, 1,5 cm široké a dozrávají koncem srpna a v září. Sbírány jsou veverkami. Šišky nasazuje velmi brzo, už před 10. rokem.
Kořenový systém je převážně povrchový, pouze jejich menší část zasahuje do větší hloubky (1-3 m).

## Rozšíření
Je nejseverněji zasahujícím smrkem, zabírajícím rozsáhlý areál především v boreální části Kanady od Newfoundlandu na východě až po pacifické pobřeží Aljašky na západě. Na severu zasahuje až k arktické hranici lesa, téměř až k Severnímu ledovému oceánu; na jihu potom k hranici s USA.

## Využití
V dřevařském průmyslu se využívá na vlákninu a stavební dříví. Hojně byl využíván původními indiánskými kmeny, především jeho pružné kořeny.

## Pěstování
Pěstování nečiní potíže. Vyžaduje spíše vlhčí stanoviště a provzdušněné, úrodné půdy. Snadno se množí ze semen, která jsou dobře klíčivá i z mladých stromů. Bývá često napadán patogenní houbou sypavkou smrku poškozující jehličí. Trpívá šokem z přesazení.
Nejčastěji se pěstuje zakrslý kuželový kultivar Picea glauca 'Conica'  (tzv. "homole cukru"), vypěstovaný z vrcholového čarověníku. Tento kultivar se velice snadno množí řízkováním a v amatérských podmínkách hřížením.